# Iberia (Albéniz)
Pour les articles homonymes, voir Iberia (homonymie).

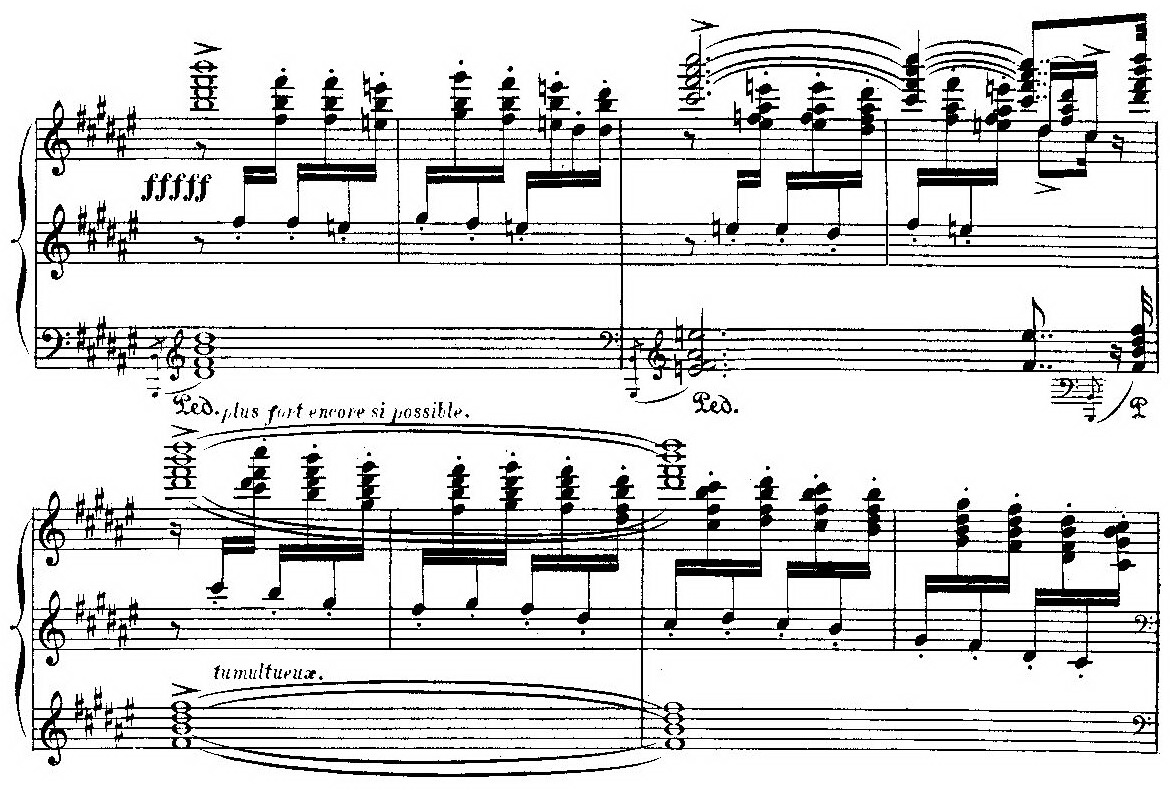
La partition de Corpus Christi en Sevilla, troisième pièce du livre I.

Iberia est une suite pour piano écrite par Isaac Albéniz entre 1905 et 1909.

## Historique
Composée alors que le musicien était malade, il s’agit essentiellement d’une évocation musicale de l’Andalousie. Les pièces furent créées, au fur et à mesure de leur composition, par la pianiste française Blanche Selva (le premier livre le 9 mai 1906 à la salle Pleyel, le second livre le 11 septembre 1907 à Saint-Jean-de-Luz, le troisième livre le 2 janvier 1908 chez la princesse de Polignac à Paris, le dernier livre le 9 février 1909 à la Société nationale de musique, à Paris).
Iberia comporte quatre livres de trois pièces et son exécution intégrale dure un peu plus d'une heure trente.
Il s’agit de son œuvre la plus connue, encensée de son temps par Claude Debussy ; Olivier Messiaen considère qu’elle « représente peut-être le chef-d'œuvre de l’écriture pour piano ». Après-guerre, les enregistrements d'Alicia de Larrocha en 1962 (EMI), 1972 (Decca) et 1986 (Decca) réalisent une osmose parfaite entre la partition et son interprète et popularisent l'œuvre définitivement.

## Composition

### Livre I
Les trois pièces ont été dédicacées à l'épouse d'Ernest Chausson.
- Evocacion
- El Puerto qui est le Port de Sainte-Marie dans la province de Cadix
- Corpus Christi en Sevilla (Fête-Dieu à Séville), décrivant une procession, rythmée par les tambours, puis s’éloignant progressivement.

### Livre II
Les trois pièces ont été dédicacées à Blanche Selva. 
- Rondeña, possiblement une évocation de Ronda, dans la province de Malaga, ou encore une danse inspirée du flamenco
- Almería, du nom de la ville Alméria
- Triana reprenant une danse inspirée du flamenco sévillan.

### Livre III
Les trois pièces ont été dédicacées à Marguerite Hasselmans (de). 
- El Albaicín : il s’agit du quartier gitan de Grenade
- El Polo, quartier populaire de Madrid, mais aussi le nom d’une danse d’Andalousie.
- Lavapiés, autre quartier populaire de Madrid, la seule pièce dont le titre ne s'inspire pas de l’Andalousie, mais reprenant tout de même une rythmique de tango andalou.

### Livre IV
Les trois pièces ont été dédicacées à l'épouse de Pierre Lalo.
- Málaga, inspirée par la ville de Malaga
- Jerez, probablement évocatrice de la ville de Jerez
- Eritaña qui est une auberge située hors les murs de Séville

## Principaux interprètes
La première interprète d'Iberia fut la pianiste Blanche Selva. Elle joua le premier Livre le 9 mai 1906 Salle Pleyel à Paris ; le deuxième Livre le 11 septembre 1907 à Saint-Jean-de-Luz ; le troisième le 2 janvier 1908 dans l'hôtel particulier de la princesse de Polignac avenue Georges Mandel à Paris; et enfin le dernier Livre le 9 février 1909 à la Société Nationale de Musique, Paris.
Depuis, Iberia est entré au répertoire de nombreux pianistes. Parmi les enregistrements intégraux on peut citer Esteban Sánchez, Alicia de Larrocha (à trois reprises : 1962, 1973, 1986), Ricardo Requejo, Aldo Ciccolini, Jean-François Heisser, Olivier Chauzu, Bernard Job, Hervé Billaut, Rafael Orozco, Aldo Ciccolini et Kotaro Fukuma. Claudio Arrau a enregistré les deux premiers Livres, comme Daniel Barenboïm ou Esteban Sánchez.

## Transcriptions et arrangements
Enrique Fernández Arbós et Carlos Surinach ont chacun réalisé une version d’Iberia pour orchestre symphonique. Francisco Guerrero a également orchestré cinq pièces d’Iberia. Il existe un enregistrement d'une version pour trois guitares d'El Polo, Triana et El Albaïcin avec Paco de Lucía. Une intégrale pour deux guitares, enregistrée en re-recording, a été réalisée par Jean-Marc Zvellenreuther.

## Ballet
Jean Börlin utilisa la partition pour une chorégraphie qu'il présenta le 25 octobre 1920 avec les Ballets suédois de Rolf de Maré.

## Discographie
- Alicia de Larrocha Hispavox, 1962, Decca, 1973, Decca, 1986.

- Ricardo Requejo Claves, 1986, Diapason d'Or.

- Rafael Orozco Naïve, 1992.

- Esteban Sánchez Brilliant Classics, 2004, Diapason d'Or.

- Olivier Chauzu Calliope, 2006, Diapason d'Or.
- Bernard Job Perspectives Musicales 2008
- Kotaro Fukuma Hortus, 2012

- Nelson Goerner Alpha Classics, 2022.